# MediaGoblin
GNU MediaGoblin (o MediaGoblin) és una plataforma web de programari lliure per allotjar i compartir multimèdia digital, amb l'objectiu de proporcionar una alternativa extensible, adaptable, descentralitzada i lliure de restriccions de drets d'autor a altres serveis d'internet relatius a la publicació de contingut informàtic com són Flickr, deviantArt, YouTube, etc.

## Història
Els orígens de GNU Mediagoblin daten de 2008, durant una trobada ocorreguda en la Free Programari Foundation (Fundació del Programari Lliure) per discutir sobre el rumb que les comunitats de la Internet haurien de seguir. La resposta va ser que les estructures restrictives i centralitzades en auge han demostrat ser tant tècnica com èticament qüestionables, i podrien danyar la naturalesa imparcial i la disponibilitat d'Internet.
Des de llavors, diversos projectes han aparegut per prevenir aquesta situació, incloent Identi.ca, Libre.fm, Diaspora, etc.
La programació de MediaGoblin va començar al març de 2011.
A l'octubre de 2012 va ser llançada una campanya de donatius promocionada per la Free Programari Foundation

## Disseny i Característiques
MediaGoblin és part de GNU, i el seu codi es publica sota els termes de la llicència GNU Affero General Public License; el que significa que s'adhereix als principis del programari lliure i de codi obert. La resta dels drets sobre allò que no pot ser considerat programari (per ex. disseny, logo) és alliberat al domini públic.
Christopher Webber, el desenvolupador principal de MediaGoblin, va concebre aquest nom com un joc de paraules amb la pronunciació de la paraula en anglès gobbling ("engolint"). La mascota és un goblin, o sigui un follet color porpra que vesteix com un artista estereotípic.
Respecte a la interfície del lloc, la pàgina principal mostra un rètol d'encapçalat amb el rètol de MediaGoblin i una secció d'autenticació per a usuaris. La resta de l'espai es deixa per mostrar miniatures dels últims treballs publicats. Cada usuari posseeix un perfil personal que comprèn dues seccions verticals: una per a pujades que es mostra com una galeria, i una altra amb un text personalizable. Per mostrar el contingut, la plataforma s'enfoca en el treball en si, en lloc d'omplir la interfície amb opcions i botons; no obstant això es poden afegir comentaris sota la descripció de l'obra. Es poden habilitar característiques addicionals en forma de complements com a etiquetatge, metadades, selecció de llicències Creative Commons, tematització de la interfície gràfica i suport GPS per enriquir l'ús de GNU MediaGoblin.

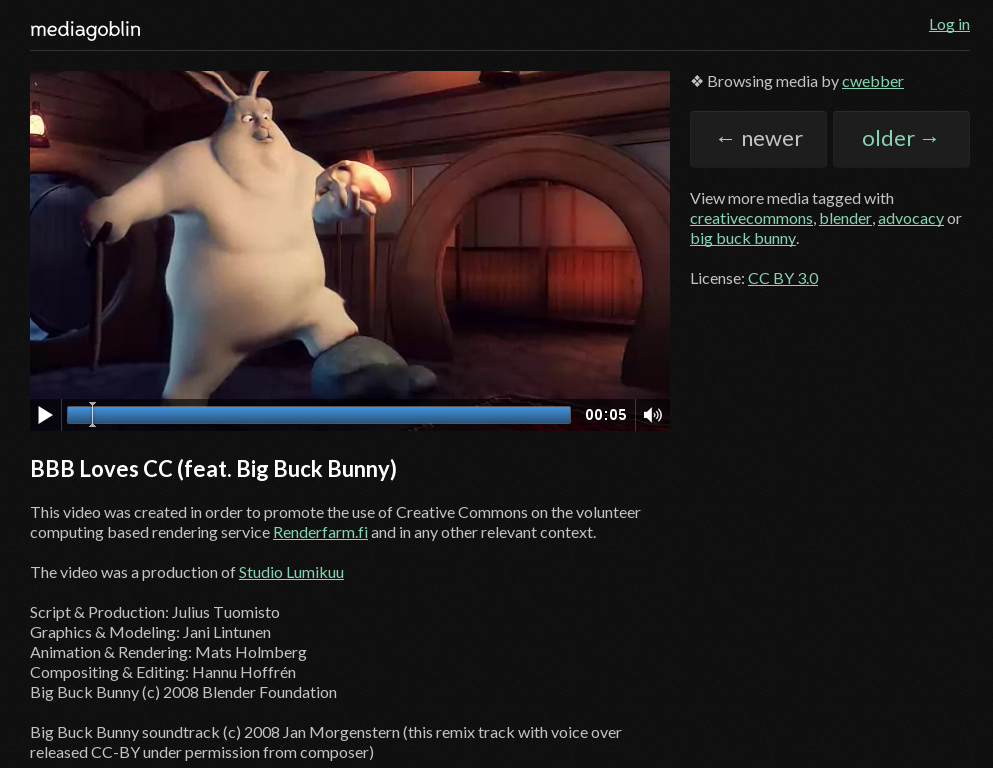
Opcions de llicència en MediaGoblin, mostrant a Big Buck Bunny

La plataforma és capaç de suportar una àmplia gamma de contingut. La versió 0.3.1 ja incloïa suport per a text pla, imatges (PNG i JPEG). HTML5 és usat intensivament per a la reproducció de video i àudio continguts en format WebM; mentre que els formats de so FLAC, WAV i MP3 automàticament són transcodificats a Vorbis i després encapsulats en arxius WebM. El 22 d'octubre de 2012 va ser anunciat el suport per a previsualització interactiva i renderización de models tridimensionals, i per a això s'utilitzen les tecnologies Canvas d'HTML5, Thingiview, WebGL i Blender.